# Дузино Сан Микеле
Дузино Сан Микеле (итал. Dusino San Michele) је насеље у Италији у округу Асти, региону Пијемонт.
Према процени из 2011. у насељу је живело 454 становника. Насеље се налази на надморској висини од 271 м.

## Становништво
| 1931. | 1936. | 1951. | 1961. | 1971. | 1981. | 1991. | 2001. | 2011. |
| ----- | ----- | ----- | ----- | ----- | ----- | ----- | ----- | ----- |
| 1.164 | 1.082 | 903   | 842   | 769   | 731   | 822   | 938   | 1.044 |